# Bob Veith
Bob Veith (1 de novembre del 1926, Tulare, Califòrnia - 21 de març del 2006, Santa Rosa, Califòrnia) fou un pilot de curses automobilístiques estatunidenc.
Bob Veith va córrer a la Champ Car a les temporades 1955-1968 incloent-hi la cursa de les 500 milles d'Indianapolis dels anys 1956-1968 (menys les edicions de 1961 i 1966). Bob Veith va participar en 5 curses de F1, debutant al Gran Premi d'Indianapolis 500 del 1956.